# Sypna subrotunda
Sypna subrotunda är en fjärilsart som beskrevs av Louis Beethoven Prout 1926. Sypna subrotunda ingår i släktet Sypna och familjen nattflyn. Inga underarter finns listade i Catalogue of Life.